# Avenida de la Albufera
La avenida de la Albufera es una calle de la ciudad española de Madrid, prolongación natural de la avenida de la Ciudad de Barcelona tras su cruce con la M-30. Funciona como eje vertebrador del distrito Puente de Vallecas.

## Características
Se trata de la arteria comercial que vertebra el distrito de Puente de Vallecas. Conduce el tráfico desde la zona del Puente, en su intersección con la M-30 y la avenida de la Ciudad de Barcelona, hacia el distrito de  Villa de Vallecas. Por ella se mueven a diario miles de personas y vehículos que van o vienen al centro de la ciudad.
Antigua carretera de Valencia, ha sido desde sus inicios la calle más importante del distrito de Puente de Vallecas. 
En la misma, o en sus inmediaciones, también estaban la sede de las oficinas administrativas oficiales con presencia en el distrito, estando actualmente en dicha calle la Junta Municipal del Distrito, importantes centros educativos del barrio (como los institutos Vallecas I y Tirso de Molina) o en donde se han instalado, en tiempos más recientes, los centros comerciales de Alcampo y el Centro Comercial Albufera Plaza, además del Estadio de Vallecas, sede del Rayo Vallecano e institución deportiva más importante de Vallecas.
A lo largo de la historia ha ostentado otros nombres: carretera de Castellón, carretera de Valencia, avenida de Alfonso XII, avenida de la República, avenida del Generalísimo (1940), hasta llegar a su actual denominación de avenida de la Albufera (1950) con la anexión como distrito al Ayuntamiento de Madrid.